# Glinianki Sznajdra
Glinianki Sznajdra lub Glinianki Schneidera – staw w Warszawie, w dzielnicy Bemowo.

## Położenie
Staw leży po lewej stronie Wisły, w Warszawie, w dzielnicy Bemowo, w rejonie osiedla Jelonki Południowe. Otaczają go ulice: Połczyńska, Dźwigowa i Rotundy, a także stacja kolejowa Warszawa Główna Towarowa.
Zgodnie z ustaleniami w ramach Programu Ochrony Środowiska dla m. st. Warszawy na lata 2009–2012 z uwzględnieniem perspektywy do 2016 r. staw położony jest na wysoczyźnie i zasilany jest stale wodami podziemnymi. Staw jest bezodpływowy. Powierzchnia zbiornika wodnego wynosi 1,4259 hektara. Według numerycznego modelu terenu udostępnionego przez Geoportal lustro wody zbiornika znajduje się na wysokości 106,0 m n.p.m. Identyfikator MPHP to 201663. Leży na obszarze zlewni Żbikówki.

## Historia
Staw jest glinianką. Powstał w wyniku zalania wodą wyeksploatowanego wyrobiska gliny. W XIX wieku, prawdopodobnie w 1846 r., na terenie Jelonek, przy ówczesnej szosie poznańskiej (obecnie ulica Połczyńska) powstała wytwórnia cegieł, dachówek i ceramiki. Jej założycielem był Bogumił Schneider. Cegły z tego zakładu posłużyły do budowy wielu warszawskich obiektów m.in. pobliskich fortów, jak Fort Chrzanów, Fort Blizne, czy Fort Wawrzyszew, które były budowane na zlecenie armii carskiej. Cegielnia, która w szczytowym okresie swojej działalności zatrudniała kilkuset pracowników, przestała działać po II wojnie światowej. Glinianki Sznajdra, obok pobliskich Glinianek Jelonek, z których również wydobywano surowiec oraz drewnianego pałacyku rodziny Schneidrów przy ul. Połczyńskiej 59, gdzie mieści się obecnie zbór zielonoświątkowców, są jedynymi pozostałościami po tym zakładzie.
Na terenie glinianek nakręcono finałową scenę z filmu Miś w reżyserii Stanisława Barei, w której to tytułowa kukła misia transportowana przez helikopter urywa się i spada na oblodzony zbiornik wodny. We wrześniu 2011 roku z okazji 30. rocznicy premiery filmu władze dzielnicy ustawiły na specjalnej platformie na terenie stawu słomianą replikę Misia, która miała służyć jako atrakcja turystyczna. W lipcu 2012 nieznani sprawcy podpalili kukłę, która doszczętnie spłonęła, mimo iż była specjalnie zabezpieczona na taki wypadek. Replika Misia została wykonana ponownie i umieszczona w innym miejscu na Bemowie wybranym przez mieszkańców dzielnicy – przy Bemowskim Centrum Kultury przy ul. Górczewskiej, jednak po raz kolejny została spalona przez wandali w styczniu 2013 r.
W 2010 r. Glinianki Sznajdra przeszły rewitalizację – wytyczono alejki, ustawiono ławki i zbudowano pomost ze stanowiskami dla wędkarzy.

## Przyroda
W 2004 roku na terenie zbiornika wodnego i w jego okolicach stwierdzono występowanie kaczki krzyżówki. Wśród ryb występują karp, krąp, lin, szczupak, słonecznica, płoć, okoń, wzdręga, różanka i boleń.

## Galeria
| - Ogłoszenie Zakładów Cegielnianych i Fabryki Dachówek „Bogumił Schneider” w „Przeglądzie Technicznym” z 3 października 1912 r. - Kukła filmowego misia zlokalizowana na stawie w 2011 roku - Tablica informacyjna dotycząca występujących w stawie ryb |